# Liacarus latilamellatus
Liacarus latilamellatus är en kvalsterart som beskrevs av Kaneko och Aoki 1982. Liacarus latilamellatus ingår i släktet Liacarus och familjen Liacaridae. Inga underarter finns listade i Catalogue of Life.